# Allucinogeno

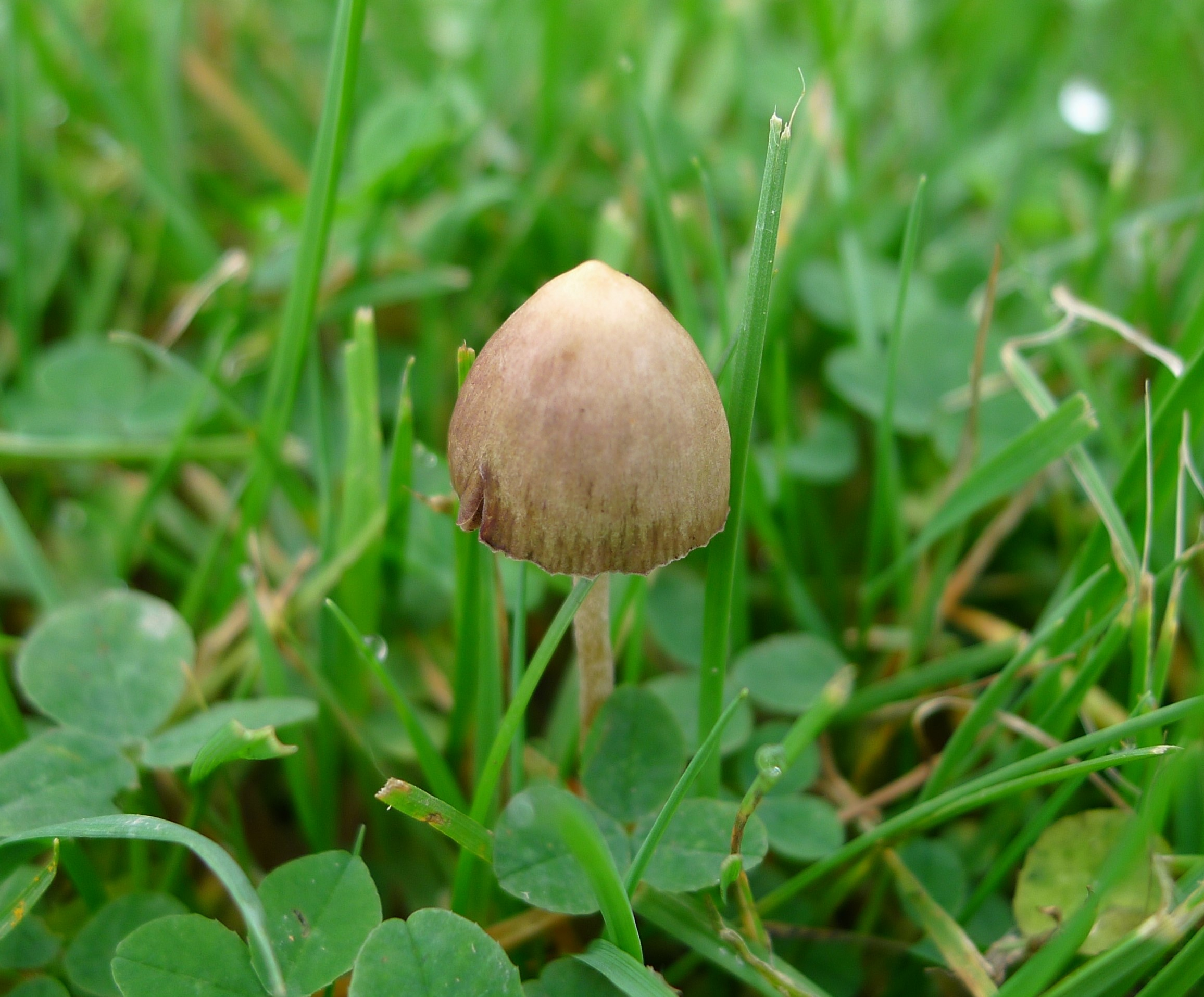
Esemplare di Psilocybe semilanceata

Allucinogeni (dal verbo lat. alucinàri, allucinàri: ingannarsi, derivante dalla radice gr. alùo, alùsso: vaneggiare, esser fuori di sé, o dal lat. lux: luce) è un termine-ombrello che racchiude vari gruppi eterogenei di sostanze capaci di modificare per alcune ore le percezioni, i pensieri e le sensazioni in modo più o meno netto in base alla sostanza e al dosaggio.
È considerata allucinogena una sostanza (naturale o di sintesi) che, agendo sui recettori del sistema nervoso centrale (SNC), provoca delle modifiche psico-sensoriali nelle percezioni, principalmente a carico della sfera visiva, tattile e uditiva, nei processi del pensiero, nella sfera emotiva, nello stato di coscienza, nella connessione con gli altri e con l'ambiente naturale. La durata e l'intensità è variabile a seconda del tipo, della quantità e della modalità d'assunzione della sostanza, oltre che da fattori esterni come set e setting. Non tutti gli allucinogeni, specie non ad alti dosaggi, procurano delle vere e proprie allucinazioni.
I criteri stabiliti da Hollister (1968) per stabilire se una sostanza è allucinogena sono:
1. rispetto agli altri effetti, le alterazioni del pensiero, della percezione e dell'umore devono essere predominanti;
2. l'impatto sulla memoria o sulla capacità intellettiva deve essere minimo;
3. stupore, narcosi od eccessiva stimolazione non devono costituire effetti intrinseci;
4. gli effetti collaterali sul sistema nervoso autonomo devono essere minimi;
5. non deve verificarsi il fenomeno della dipendenza.

A differenza di altre sostanze psicoattive, come oppiacei e stimolanti, questi farmaci non si limitano ad eccitare o sedare lo stato mentale, inducono invece esperienze che sono qualitativamente diverse da quelle della coscienza ordinaria. Queste esperienze sono spesso paragonate a stati di coscienza non-ordinari, come la trance, la meditazione, i sogni, l'estasi e la deprivazione sensoriale.
Si considerano allucinogeni vari gruppi eterogenei di sostanze presenti in natura o create sinteticamente capaci di modificare per alcune ore le percezioni, i pensieri, le sensazioni in modo più o meno netto in base alla sostanza, al dosaggio e ad altri fattori. Possono indurre cospicui cambiamenti nello stato di coscienza, dello scorrere del tempo, del sé, dell'ambiente circostante, esperienze mistiche, spirituali, di espansione della coscienza (effetto enteogeno) e di amplificazione emotiva (effetto empatogeno). Queste esperienze possiedono tratti comuni ad altri stati di coscienza quali la trance, la meditazione, il sogno, l'estasi e la deprivazione sensoriale.
Sotto il termine-ombrello di allucinogeni generalmente vengono racchiusi gli psichedelici veri e propri come l'LSD, la mescalina, la DMT  la psilocibina o la 2C-B, i composti dissociativi come la ketamina, l'ibogaina  la PCP, il gas esilarante e il destrometorfan, ed i composti delirogeni come lo stramonio comune, l'atropa belladonna o il hyoscyamus niger dove la dose ricreativa efficace non è molto distante dalla dose mortale, essendo generalmente altamente tossici.

## Tipologia della sostanza
Si tratta, spesso, di sostanze alcaloidi che agiscono sul rilascio di diversi neurotrasmettitori. Possono avere dei livelli di tossicità più o meno gravi per l'assuntore: gli allucinogeni indolici come l'LSD hanno, generalmente, una tossicità irrilevante, mentre le fenetilammine hanno una tossicità più elevata. Allucinogeni come la scopolamina, che bloccano i recettori dell'acetilcolina, sono invece molto tossici e potenzialmente fatali. Sebbene l'assunzione ripetuta di allucinogeni tenda a sviluppare tolleranza, quasi la totalità di queste molecole non innescano meccanismi di dipendenza fisica, e anche il rischio di dipendenza psichica è piuttosto basso.
Le principali e più conosciute sostanze allucinogene sono di origine vegetale, ma con l'evoluzione, sono state prodotte, per via semi-sintetica o sintetica, diverse sostanze chimiche caratterizzate da effetti allucinogeni.

## Storia
Alcuni allucinogeni, e in particolare gli psichedelici, rappresentano uno dei più antichi tipi di sostanze stupefacenti e vengono utilizzati da millenni presso diverse civiltà. Storicamente gli allucinogeni sono stati utilizzati in riti religiosi e sciamanici. In questo contesto sono denominati enteogeni, e sono utilizzati per facilitare la guarigione, la divinazione, la riflessione e la comunicazione con gli spiriti. Esistono prove dell'uso di allucinogeni in epoca preistorica, come pure in numerosissime culture antiche, tra cui Egizi, Micenei, Greci, Maya, Inca e Aztechi. L'Amazzonia ospita tuttora tribù che usano regolarmente l'ayahuasca.

## Usi religiosi e spirituali

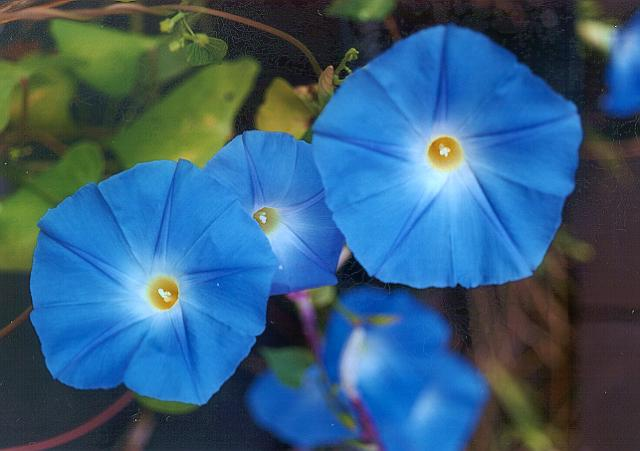
Esemplare di Ipomoea Tricolor, pianta usata dai Mazatechi

In particolare fuori dall'Occidente e fra i popoli indigeni con tradizioni sciamaniche numerose popolazioni hanno sistemi e tradizioni religiose che danno importanza spirituale alle sostanze psicoattive presenti in natura, per lo più allucinogeni -psichedelici, dissociativi o deliranti- che considerano enteogeni. Etimologicamente enteogeno è ciò che "genera il divino dentro", per queste società si tratta di un mezzo importante di incontro con il proprio mondo spirituale, di connessione con gli altri, soprattutto per pratiche terapeutiche di cura, per entrare in relazione con i propri dei e raggiungere l'estasi religiosa. Molti sciamani delle società del bacino amazzonico usano per questo scopo l'ayahuasca (yagé), un decotto allucinogeno. Gli sciamani Mazatechi hanno una lunga e continua tradizione di uso religioso di Salvia divinorum, una pianta psicoattiva, la cui funzione è di facilitare gli stati di coscienza visionari durante le sessioni di guarigione. Il peyote, un piccolo cactus privo di spine a rischio di estinzione, contiene mescalina e altri alcaloidi psicoattivi, per le sue proprietà è usato da popoli nativi americani come i Wirrarika e i Raramuri, nell'America Latina se ne attestano usi archeologici antichi di cinquemila anni. Altre piante contenenti mescalina sono utilizzate da 8000 anni per fini religioso-spirituali, si tratta del cactus colonnare San Pedro e la torcia peruviana, diffusi nelle Ande fra i 2000 e i 3000 metri, fanno parte di varie tradizioni di cura dei popoli andini. Anche la cannabis (ganja) possiede una tradizione d'uso religioso e spirituale molto antico. In alcune tradizioni sadhu e sikh indiane e nel rastafarianesimo la si usa come enteogeno -sacramento- nelle pratiche e nelle cerimonie religiose. I funghi psichedelici (funghi psilocybe), comunemente chiamati funghi magici, furono usati come enteogeni in numerose società del mondo come popoli preistorici, Maya dai quali veniva chiamato letteralmente carne degli Dei, i Mixtechi, Aztechi, Zapotechi e ancora oggi in alcune tradizioni religiose di popoli indigeni.

## Allucinogeni naturali
Alcune specie di piante o animali sono provviste di sostanze tossiche (spesso a scopo "difensivo") che nell'uomo (ma a volte anche in altri animali) provocano delle reazioni allucinatorie o sensazioni bizzarre dovute all'azione di queste sostanze sul SNC.

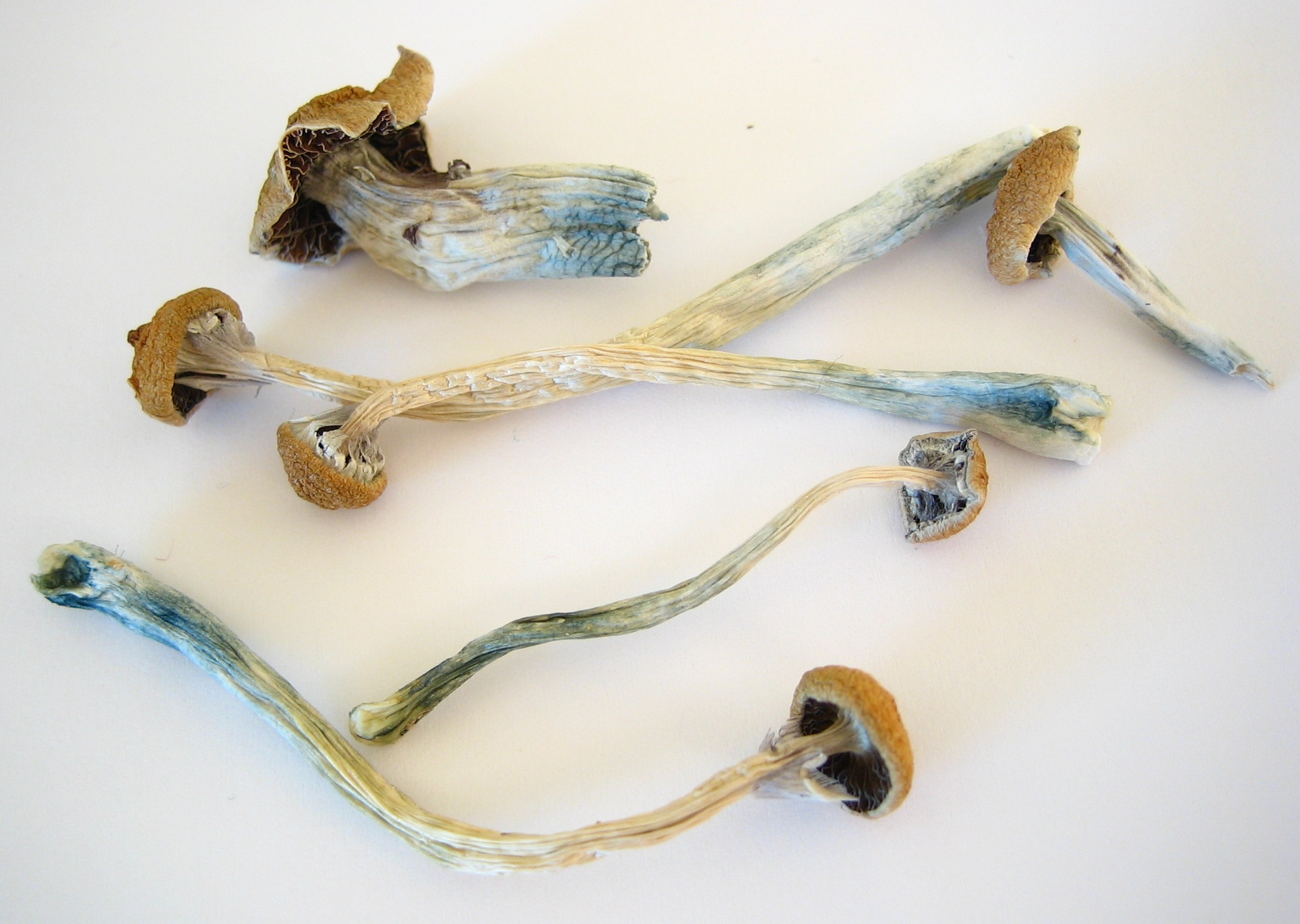
Esemplari essiccati di Psilocybe cubensis

### Principali psichedelici naturali
- Dimetiltriptamina (DMT)
- Mescalina
- Psilocina
- Psilocibina
- Bufotenina
- Salvinorina A
- 5-MeO-DMT[30]

### Principali piante, funghi ed animali contenenti allucinogeni

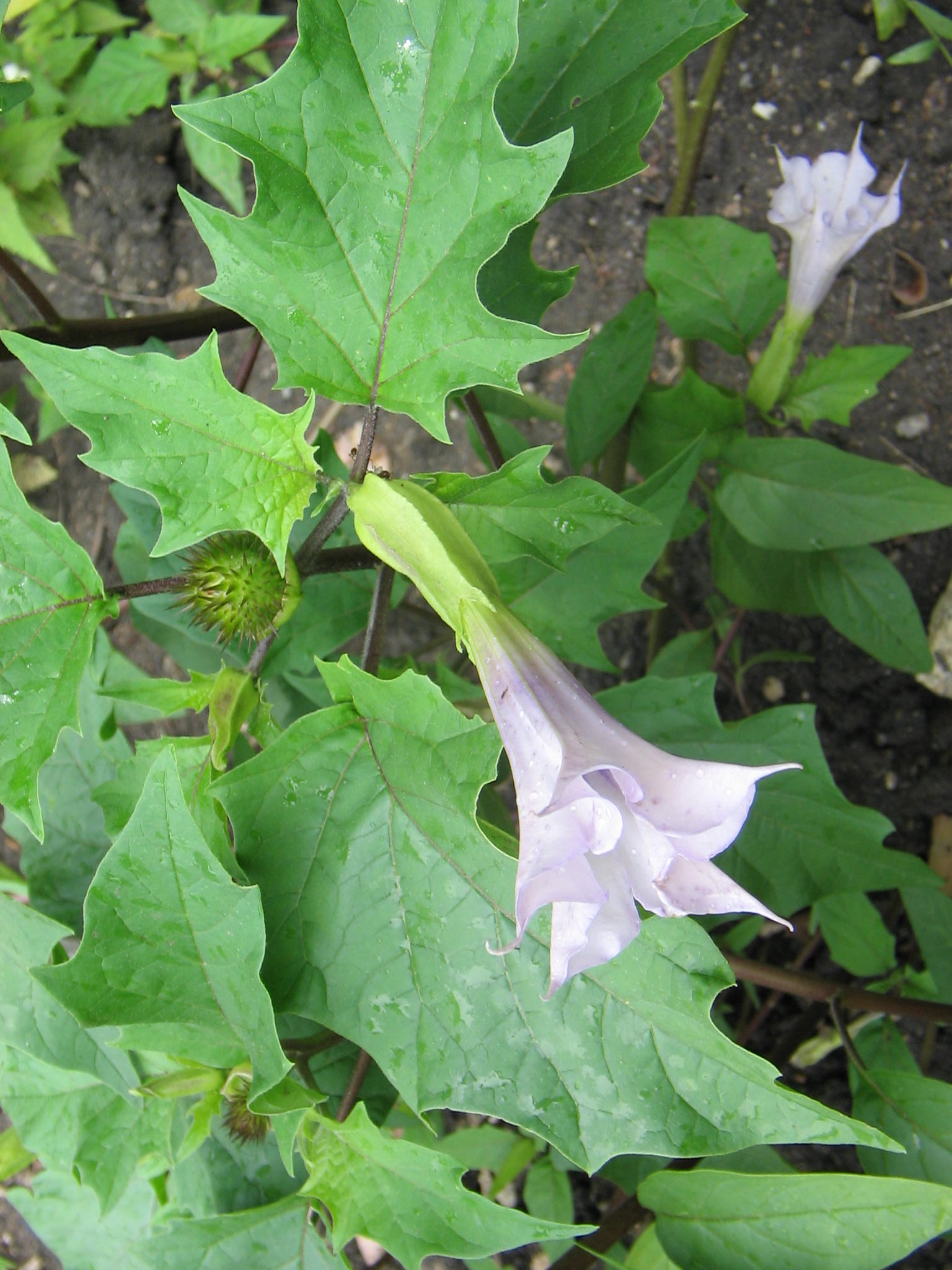
Datura stramonium

- Funghi psichedelici dei generi Gymnopilus, Psilocybe, Panaeolus, Inocybe, Fomes, Pluteus e Psathyrella, contenenti psilocina, psilocibina e in alcuni casi baeocistina.
- Funghi allucinogeni dei generi Amanita, specificamente Amanita Muscaria e Amanita Pantherina, contenenti muscimolo, acido ibotenico, muscazone e muscarina.
- Mimosa hostilis, contiene dimetiltriptamina in alte percentuali.
- Psychotria viridis, contiene dimetiltriptamina in alte percentuali.
- Alcuni anfibi del genere Bufo. Un rospo con delle ghiandole sul dorso che secernono 5-metossi-N,N-dimetiltriptamina, bufotenina, S-metossi-Nmetiltriptamina, serotonina, 5-idrossi-Nmetiltriptamina, e altre sostanze allucinogene.
- Salvia divinorum, contenente salvinorina A/B/C, potenti allucinogeni naturali (escluso il "B" che non sembra presentare attività). Sono gli unici terpeni dagli effetti allucinogeni conosciuti, e che agiscano sui recettori k-oppioidi.
- Cannabis (canapa) contenente THC (un allucinogeno atipico, blando e ad effetti combinati)[senza fonte]
- Lophophora williamsii (peyote), cactus allucinogeno del Messico, contenente le più alte percentuali di mescalina e numerosi altri alcaloidi.
- Echinopsis pachanoi, Echinopsis bridgesii e Echinopsis peruviana, detti "San Pedro", contenenti principalmente mescalina.
- Atropa belladonna, Datura stramonium, Brugmansia arborea e altre appartenenti alle Solanacee: contengono atropina e scopolamina. L'uso di queste piante, che sono in effetti "delirogene" e non psichedeliche, è pericoloso a causa del veleno contenuto nelle piante stesse, potenzialmente mortale; per di più l'effetto è spesso psicologicamente brutale, tanto da essere sconsigliato anche dai più esperti "psiconauti".
- Ipomea violacea, Argyreia nervosa, Rivea corymbosa, contenenti LSA o ergina.

## Psichedelici sintetizzati da sostanze naturali
Nel tempo sono state prodotte delle sostanze allucinogene, il più delle volte per realizzare dei farmaci utilizzati in psichiatria, in ambito psicoterapeutico e per lo studio dello psicosi; negli anni '60 negli Stati Uniti e in Inghilterra esistevano numerose cliniche specializzate in terapia psichedelica. Tuttavia la proibizione dell'LSD, avvenuta nel 1966, segnò la fine delle ricerche, ritenute promettenti da varie fonti (recentemente, la rivista medica Lancet ha rilanciato l'idea di utilizzare gli psichedelici in terapia). Negli anni '50 l'LSD è stato sperimentato senza successo da diversi servizi segreti, nel tentativo di trovargli un uso militare. Nel 2007 la Svizzera ha riaperto alla ricerca medica sull'uso di LSD in terapia con un progetto pilota.

### Principali psichedelici sintetizzati da sostanze naturali
- LSD e derivati dell'acido d-lisergico (ricavato dalle ergotine presenti nella claviceps purpurea, detta segale cornuta, fungo infestante della segale), assomiglia all'LSA, uno psichedelico presente in natura e usato dai popoli indigeni[17][31]
- MDMA (Ecstasy) sostanza ottenuta nel safrolo uno degli olii essenziali presenti nel sassofrasso, nella noce moscata, nella vaniglia, nella radice di acoro, e in diverse altre spezie vegetali (in realtà non si tratta di uno psichedelico in senso stretto, bensì di un entactogeno).

## Principali allucinogeni dissociativi
- Destrometorfano (DXM)
- Fenciclidina (PCP)
- Ketamina
- Ibogaina

## Effetti generali
Esistono alcune differenze fra le varie sostanze allucinogene, anche se gli effetti comuni o più frequenti sono facilmente isolabili.
- Percezioni visive: alcune sostanze particolarmente "potenti", possono isolare l'assuntore dal campo visivo abituale e produrre delle vere e proprie allucinazioni visive, come paesaggi inesistenti, ambienti bizzarri e forme geometriche. In altri casi le allucinazioni visive possono "aggiungersi" al campo visivo abituale: può capitare di vedere persone, animali o figure che si inseriscono nel campo visivo. In caso di sostanze dal blando effetto allucinogeno, la percezione visiva è solo alterata (possono apparire macchie, colori, figure sfumate ma di breve durata).
- Percezione dei confini corporei: molte persone che hanno provato su se stesse delle sostanze allucinogene, riferiscono di una non meglio precisata sensazione di "essere un tutt'uno con la natura e l'universo" o con l'ambiente circostante. La profonda alterazione percettiva causata dalla sostanza può spiegare la perdita dei confini corporei (la consapevolezza della demarcazione fra sé e l'ambiente, mutuata dalle sensazioni cutanee e dalla propriocezione muscolare) che restituiscono la sensazione di diffusione del corpo con la realtà. Spesso non si è in grado di percepire il proprio corpo, gli arti e non si è in grado di stabilire in quale posizione ci si trovi.
- Reazioni emotive: non tutte le sostanze allucinogene intervengono propriamente sugli affetti e sul piacere, come invece accade abbondantemente in assuntori di oppioidi, ma può capitare di provare sensazioni piacevoli o spiacevoli associate alle allucinazioni vere e proprie, che determinano la sensazione generale di un bad trip (un viaggio spiacevole, terrificante o perturbante) o un good trip (un'esperienza piacevole o esaltante).
- Percezione della realtà: le sostanze allucinogene possono spesso provocare differenti stati di coscienza, andando ad influenzare la percezione della realtà circostante.

Per quanto riguarda la sotto-categoria dei composti psichedelici al 2018 la letteratura scientifica non conferma l'ipotesi che producano danni fisici, "bruciando i neuroni". Negli ultimi anni inoltre è stato scientificamente dimostrato che potrebbero avere proprietà neuro-protettive e neuro-generative (favorendo la formazione di nuovi neuroni).
Sebbene gli allucinogeni siano fisiologicamente relativamente sicuri e non siano considerati sostanze da dipendenza, la loro assunzione comporta rischi psicologici unici. Il rischio più probabile è uno stato di forte stress durante l'azione della sostanza (il cosiddetto "brutto viaggio"), che potrebbe portare a comportamenti potenzialmente pericolosi. Meno comuni sono le psicosi prolungate innescate da allucinogeni.
Sono stati segnalati cambiamenti di personalità in chi ha fatto un consumo a lungo termine di alcuni allucinogeni.

## Meccanismo di influenza sulla percezione della realtà
I fattori principali, determinati dall'effetto di sostanze allucinogene, che portano allo sviluppo di nuove concezioni di realtà sono:
- Visione più ampia e non identificata (talvolta completamente dissociata) con gli schemi sociali
- Differenti input visivi, cognitivi, sonori che costituiscono nuovi elementi per l'analisi della realtà, provocando uno stato di coscienza non ordinario

Tali fattori portano l'assuntore a seguire differenti percorsi logici all'interno dei processi di pensiero, contribuendo allo sviluppo di nuovi punti di vista relativamente alla realtà circostante, alla realtà interna, all'esistenza, sia a livello fisico che spirituale.
Questi differenti processi concettuali e di analisi, tendenzialmente, non vengono percorsi durante la usuale condizione mentale di identificazione (psicologica o sociale), che viene comunemente associata allo stato di lucidità. Tale lucidità infatti non è un elemento oggettivo; per quanto sia categorizzabile culturalmente nella forma di conformazione agli schemi sociali, scientificamente non è ancora dimostrabile o quantificabile.
Gli schemi e i punti di vista sulla realtà, elaborati negli stati di coscienza provocati dall'effetto di sostanze allucinogene, non sono identificabili come irreali, quanto piuttosto come i risultati di processi cognitivi differenti rispetto al normale stato di funzionamento psico-chimico del cervello umano, nel quale invece i processi cognitivi conducono solitamente verso uno schema di visione della realtà preponderante più consistente, consolidato e di derivazione sociale (tendenza dettata principalmente dalla necessità alla coesistenza nella società circostante, reiterando gli schemi sociali assimilati nella fase di educazione, anziché procedendo ad un'analisi dissociata).
Le sostanze allucinogene non influenzano, se non minimamente, le capacità intellettive. Possono quindi portare a nuove concezioni, idee, punti di vista sulla realtà circostante. Tuttavia sono riscontrabili difficoltà relazionali, conseguenza di una visione più ampia e dissociata nell'analisi degli schemi sociali, oltre che ad un alterato funzionamento del sistema percettivo.

## Meccanismo d'azione
Il meccanismo d'azione degli allucinogeni si basa sulla loro interazione con "mediatori chimici" cioè quelle sostanze chimiche (acetilcolina, adrenalina, istamina e serotonina ) attraverso le quali si propagano gli impulsi sensoriali fra le cellule nervose nel nostro sistema nervoso centrale.

## Suddivisione in base alla struttura chimica
- Adrenalinica: mescalina
- Serotoninica: DMT, LSD, psilocina, psilocibina, bufotenina
- Piperidinica: fenciclidina[30]